# Leonardo de Jesus Geraldo
Leonardo de Jesus Geraldo (São Luís do Maranhão, 4 augustus 1985) - alias Leonardo - is een Braziliaans voetballer die bij voorkeur als linksback speelt. Hij verruilde in januari 2014 Vila Nova voor Mogi Mirim.
Leonardo debuteerde in het profvoetbal bij de Braziliaanse toenmalige eerstedivisieclub Portuguesa. Leonardo zou in eerste instantie deel uitmaken van het Braziliaanse Olympisch voetbalelftal voor de Olympische Spelen in 2008. Hij speelde wel een vriendschappelijke wedstrijd met dit elftal en debuteerde zo in het nationale elftal -23. Hij werd uiteindelijk niet geselecteerd omdat niet duidelijk was of hij speelgerechtigd was door zijn leeftijd.

## Clubs
- 2004-2007:  Portuguesa
- 2008-2011:  Olympiakos Piraeus
  - 2010-2011: →  SC Internacional
- 2011-2012:  PAOK Saloniki
- 2012-2013:  Grêmio Barueri
- 20130000 :  Atlético Clube
- 2013-2014:  Vila Nova
- 2014-0000:  Mogi Mirim

## Gewonnen prijzen
- Griekse Cup 2008, 2009
- Griekse Superleague 2007-2008, 2008-2009